# فيلي مون
فيلي مون (بالإنجليزية: Willie Munn)‏ هو مدرب كرة قدم ولاعب كرة قدم بريطاني في مركز الهجوم، ولد في 29 أغسطس 1934. لعب مع نادي دمبرتون ونادي ستنهاوسموير ونادي ستيرلينغ ألبيون ونادي كاودينبيث.